# Stefan Knafl
Stefan Knafl (* 27. Dezember 1927 in St. Michael am Zollfeld, Gemeinde Maria Saal, Kärnten; † 2. Juni 2005 in Klagenfurt) war ein österreichischer Politiker (ÖVP).

## Leben
Nach dem Besuch der Volksschule und der Hauptschule in Klagenfurt trat Knafl 1941 in die Lehrerbildungsanstalt in Klagenfurt ein. 1944 wurde er zum Reichsarbeitsdienst eingezogen, im Anschluss daran zur Deutschen Wehrmacht. Zum 20. April 1944 trat er der NSDAP bei (Mitgliedsnummer 9.697.765). Nach Aktivitäten in der österreichischen Jugendbewegung war er lange Zeit in der Kärntner Landespolitik als Gemeinde- und Stadtrat in St. Veit an der Glan und Abgeordneter des Kärntner Landtags tätig. Ab 1973 war er Mitglied der Kärntner Landesregierung und ab 1979 stellvertretender Landeshauptmann. Später übernahm er den Vorsitz des Österreichischen Seniorenbundes. Er setzte sich trotz schwerer Erkrankung bis zu seinem Tod für Senioren ein.

## Politische Laufbahn
- 1952	Bezirksobmann der Österr. Jugendbewegung
- 1954 	Bezirksobmann des ÖAAB
- 1954	Gemeinderat in St. Donat
- 1958 	Stadtrat in St. Veit/Glan
- 1964 	Vizepräsident des Kärntner Gemeindebundes
- 1965 	Abgeordneter des Kärntner Landtages
- 1972 	Mitglied der Kärntner Landesregierung
- 1977 	Landesobmann des ÖAAB Kärnten
- 1978 	Landesparteiobmann der ÖVP Kärnten
- 1979 	Landeshauptmann-Stellvertreter
- 1986 	Bezirksobmann des Österreichischen Seniorenbundes (ÖSB) St. Veit/Glan
- 1988 	Landesobmann des ÖSB Kärnten
- 1992 	Bundesobmann des ÖSB
- 1994 	Vorsitzender-Stellvertreter des Bundesseniorenbeirates
- 1995 	Präsident der Europäischen Senioren-Union (ESU)
- 1997 	Präsident des Österreichischen Seniorenrates

## Auszeichnungen und Würden
- 1986: Kärntner Landesorden in Gold
- 1997: Großes Goldenes Ehrenzeichen mit dem Stern für Verdienste um die Republik Österreich[3]
- 2001: Ehrenpräsident der ESU
- 2001: Dr. Helmut Kohl Ehrennadel in Gold für Verdienste um Europa
- 2002: Goldener Ehrenring des Österreichischen Seniorenbundes
- 2003: Großes Goldenes Ehrenzeichen des Landes Steiermark
- 2003: Goldenes Ehrenzeichen des Landes Oberösterreich